# (2532) Sutton
(2532) Sutton es un asteroide perteneciente al cinturón de asteroides, descubierto el 9 de octubre de 1980 por Carolyn Shoemaker desde el Observatorio del Monte Palomar, Estados Unidos.

## Designación y nombre
Designado provisionalmente como 1980 TU5. Fue nombrado Sutton en honor al geólogo estadounidense Robert L. Sutton.